# Pionieri José Martí Cubani
L'Organizzazione dei Pionieri José Martí ( OPJM ) è l'organizzazione giovanile che riunisce bambini e adolescenti cubani, instillando in loro l'interesse per lo studio, l'amore per la patria e i popoli del mondo. Un'altra delle sue missioni è sviluppare attività sportive, culturali e ricreative e promuovere qualità morali ma soprattutto instillare il comunismo con il suo slogan "Pionieri per il comunismo, saremo come il Che".
Lo scautismo, come attività affiliata all'Organizzazione Mondiale del Movimento Scout, cessò di essere praticato negli anni '60 dopo il conflitto tra Cuba e gli Stati Uniti che portò a un regime comunista . D'altra parte, un'attività simile è incoraggiata e praticata, attraverso le organizzazioni giovanili e studentesche del sistema cubano - l'Organizzazione dei Pionieri José Martí (attraverso il cosiddetto Movimento dei Pionieri Esploratori) - e l'Organizzazione degli Studenti dell'Istruzione Secondaria e la Federazione Universitaria (attraverso i circoli di interesse alpinistico, speleologico e naturalistico), come unico canale di partecipazione per i giovani cubani.
Questi gruppi si fondano su principi e valori simili a quelli dello scautismo (ad eccezione dei vincoli politici), ponendo l'accento sulla solidarietà e l'aiuto reciproco tra compagni, il rafforzamento fisico e intellettuale, modellando tratti di perseveranza, tenacia e onestà del carattere, così come l'amore e la protezione della natura e la convivenza armoniosa con essa. Lo associano anche alla formazione di valori patriottici e alla conoscenza della storia, quando svolgono le loro attività in scenari di storia nazionale. Uno dei riti principali di questi gruppi di giovani sono i percorsi nei sentieri delle montagne più alte di Cuba, nella Sierra Maestra (a est del paese) che furono teatro dell'ultima guerra di liberazione nazionale, come il picco del Turquino, e lo fanno ogni volta che finiscono un ciclo di studi. Non va ignorato che molti degli attuali leader cubani sono stati scout nella loro infanzia e adolescenza e sono consapevoli del valore educativo di molte delle caratteristiche di questo movimento.

## OPJM
Nel 1931 nacque la Cuban Pioneers League (LPC) , che durò solo 5 anni. Dopo il trionfo della Rivoluzione cubana , il 4 aprile 1961, fu creata l' Unione dei Pionieri Ribelli (UPR) , che dopo un anno divenne l' Unione dei Pionieri di Cuba (UPC). Il movimento dei pionieri cubani stava entrando in una nuova fase in cui si consolidavano le basi per la sua imponenza quando i pionieri fino al 1966 furono selezionati per far parte dell'organizzazione.
Nel Terzo Congresso dell'Unione dei Giovani Comunisti nel 1977, fu deciso di convertire l'UPC nell'Organizzazione dei Pionieri José Martí (OPJM), producendo grandi cambiamenti nella sua struttura e nel suo funzionamento. Da quel momento l'organizzazione raggrupperà tutti i bambini e i giovani dalla prima alla nona classe. Per dichiararti un vero pioniere, devi incontrare le "qualità" in primo piano in vari temi che vengono sviluppati ogni mese. Gli altri esploratori scelgono l'avanguardia dell'esploratore e di conseguenza vengono dichiarati Condiscendenti.

## Priorità OPJM
Le priorità dell'OPJM sono:
- Formare i pionieri come futuri uomini e donne che continuano l'opera della Rivoluzione .
- Sviluppa interesse per lo studio, senso di responsabilità sociale e amore per il Paese.
- Formare abitudini lavorative nei bambini.
- Instillare l'amore per i martiri e gli eroi della patria e la conoscenza per gli eventi rilevanti nella storia di Cuba.
- Sviluppare attività sportive, culturali e ricreative.
- Promuovere valori e qualità morali nei bambini.

## Raggruppamento dei pionieri
I pionieri sono classificati per età o grado. Dalla prima alla terza elementare sono i pionieri Moncadisti , dalla quarta alla sesta sono José Martí di primo livello e dalla settima alla nona di secondo livello José Martí. Il motto di questa organizzazione è "Pionieri per il comunismo. Saremo come il Che!" Questa organizzazione recluta pionieri in tenera età in modo da garantire e far conoscere il comunismo ai bambini. I pionieri devono utilizzare distintivi o "etichette" per determinare la loro organizzazione: moncadista o di primo e secondo livello.